# Musée jardin Antoine Bourdelle

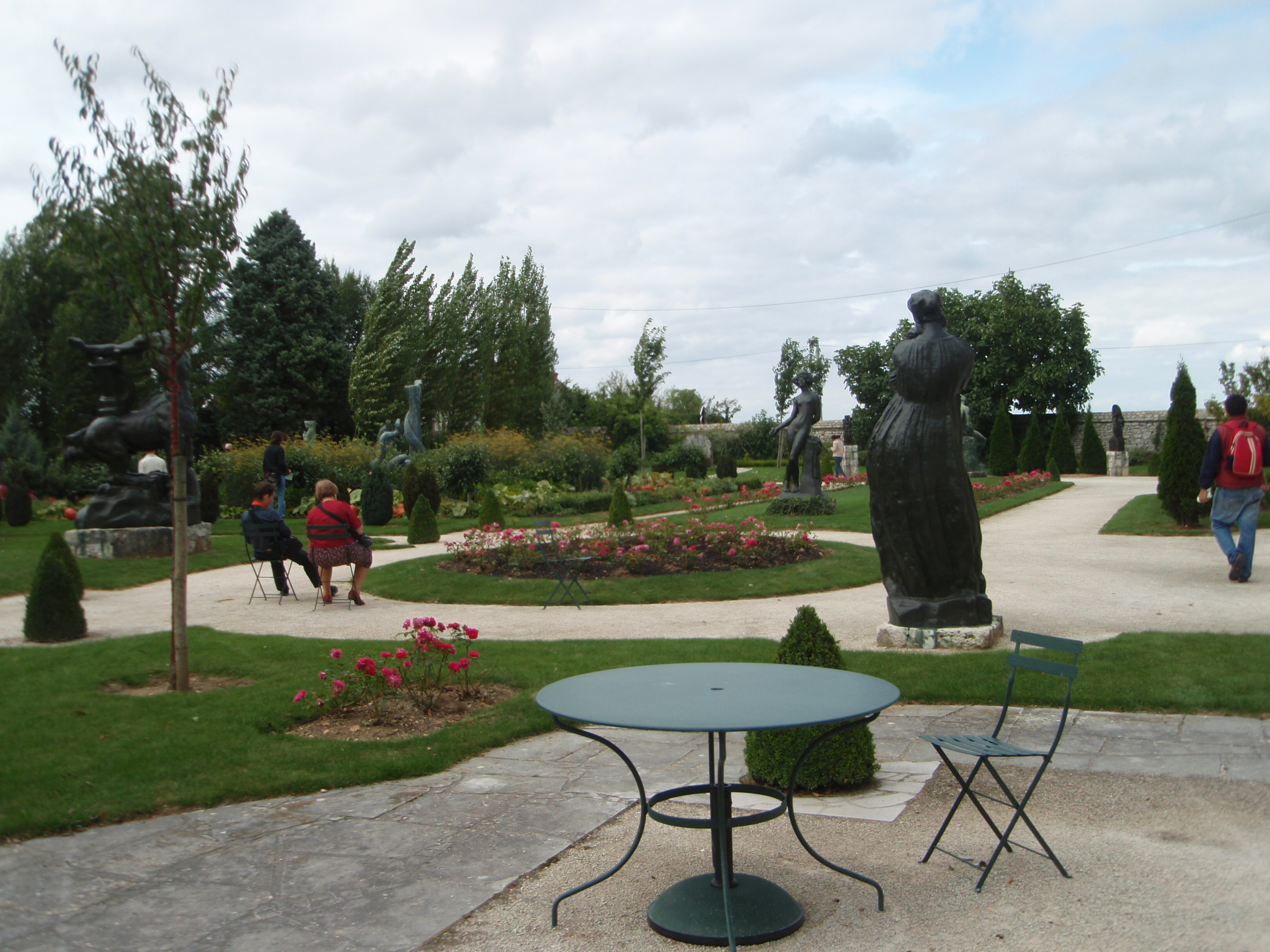
Beeldenpark van Musée jardin Antoine Bourdelle

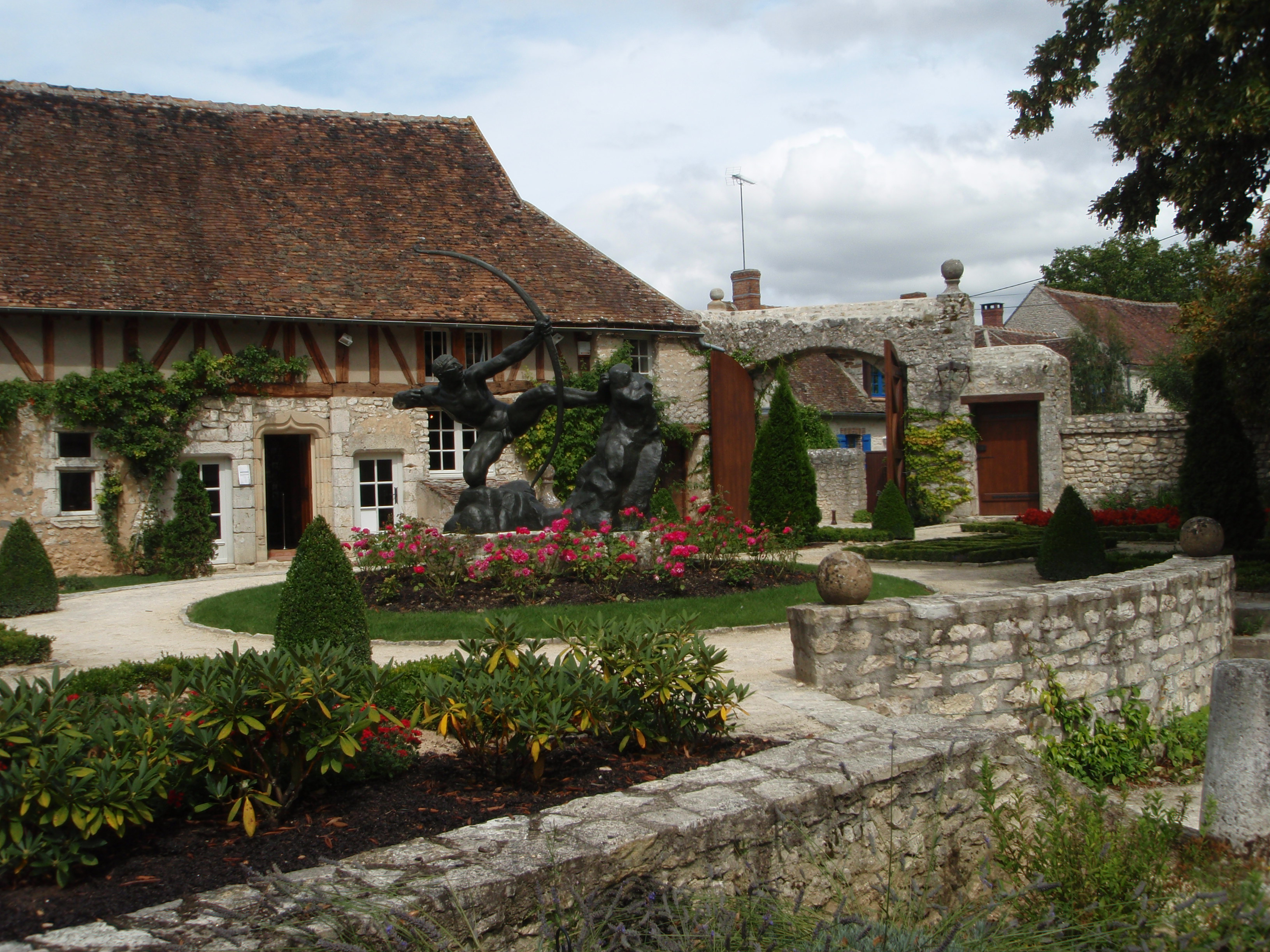
Héraklès archer

Musée jardin Antoine Bourdelle (volledige naam: Jardin-musée départemental Bourdelle d'Égreville) is een museum/beeldenpark in Égreville, in het Franse departement Seine-et-Marne (Île-de-France).

## Geschiedenis
Het gebouwencomplex met bijbehorend terrein werd in 1966 aangekocht en tussen 1966 en 1969 gerenoveerd en nieuw ingericht door Michel Dufet en zijn echtgenote Rhodia, de dochter van Bourdelle. De beeldhouwwerken werden tussen 1967 en aanvang tachtiger jaren aangekocht. Vele afgietsels werden speciaal voor de expositie in Égreville vervaardigd. Na het overlijden van Rhodia Dufet in 2002 kwam het park in handen van het departement. Het park werd, gefinancierd door de Conseil-général de Seine-et-Marne, geschikt gemaakt voor het publiek en in 2005 geopend.

## Collectie
Het beeldenpark toont op een terrein van 7000 m² een collectie van 56 bronzen beeldhouwwerken van de Franse beeldhouwer Émile-Antoine Bourdelle (1861-1929). Tot de aanwezige werken behoren onder andere:
- Héraklès archer
- Le Centaur mourant
- de bas-reliëfs van het Théâtre des Champs-Élysées
- het ruiterstandbeeld Monumento al Général Alvear, alsmede de vier bijbehorende allegorische figuren.